# Isatis tinctoria

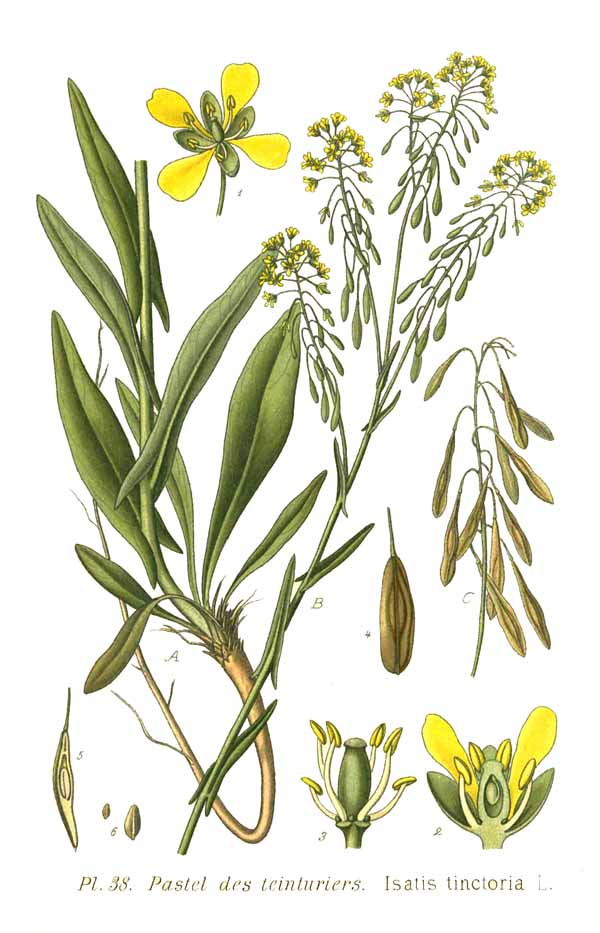
Isatis tinctoria (ilustração).

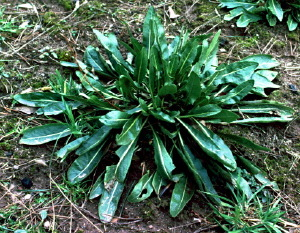
Planta jovem (menos de 1 ano).

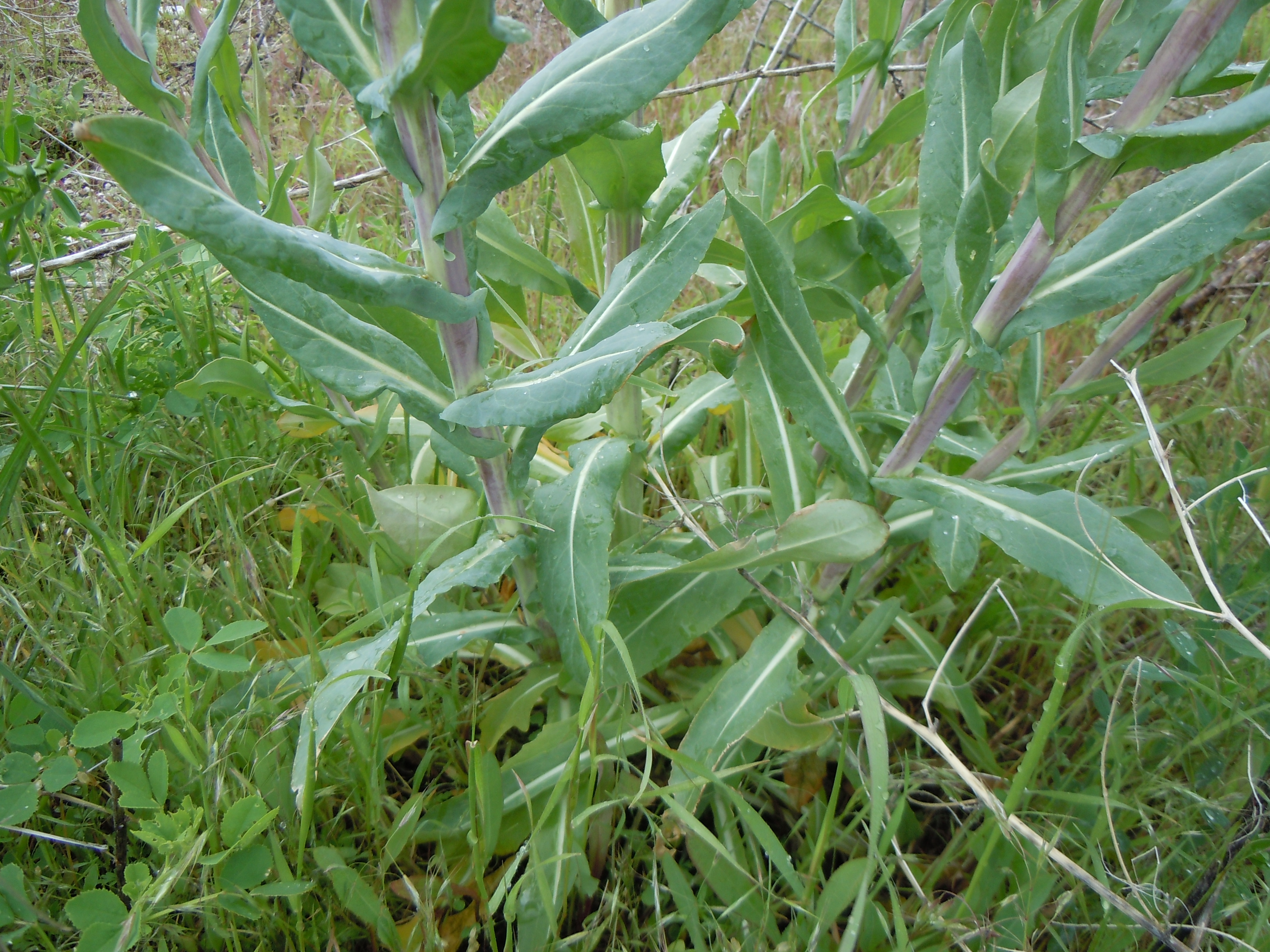
Folhas caulinares (aparecem apenas no segundo ano de crescimento).

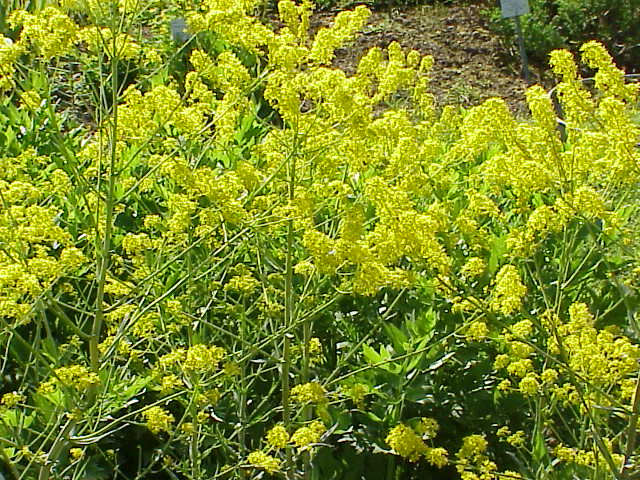
Aspecto geral da inflorescência.

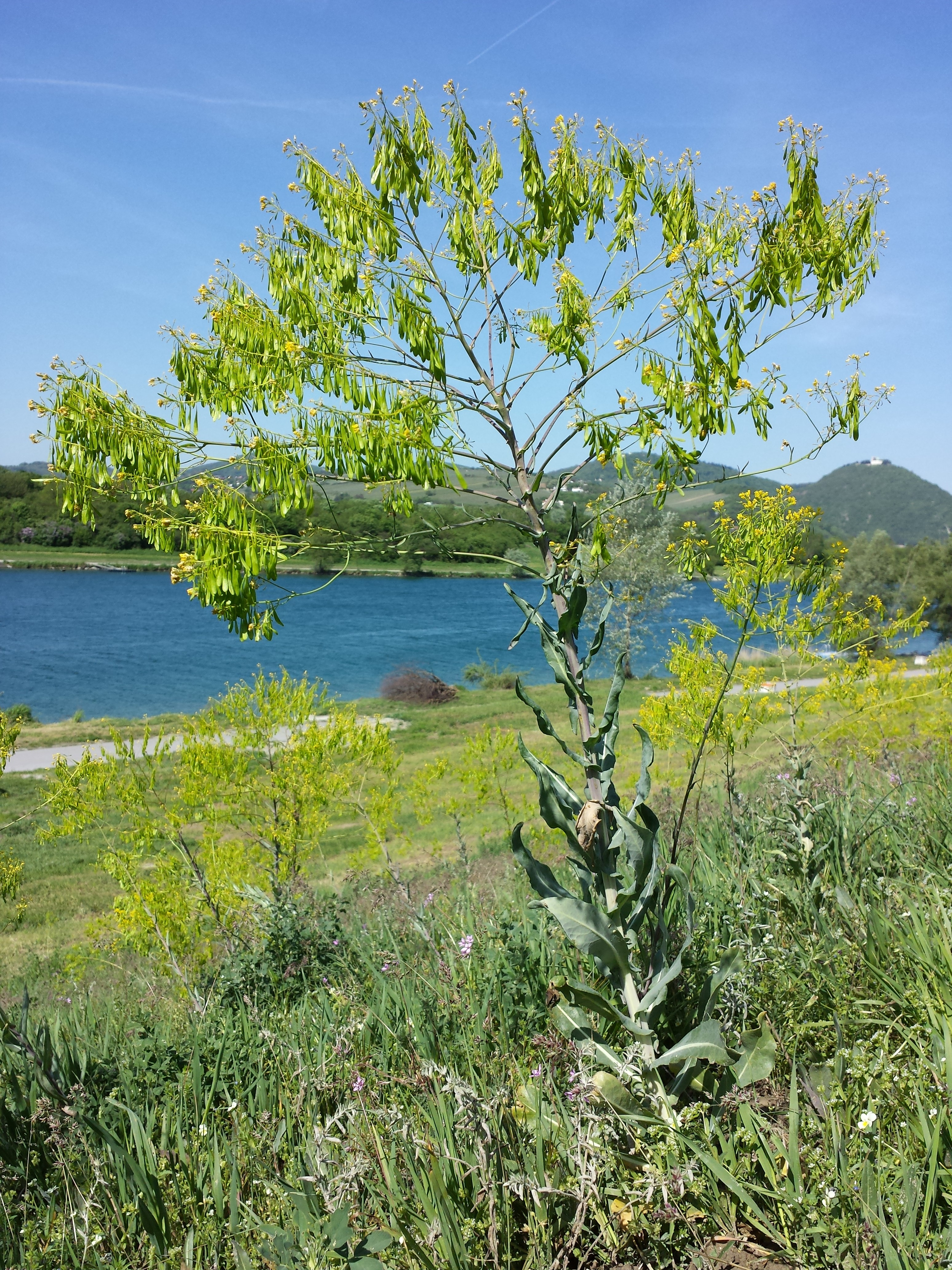
Isatis tinctoria (hábito da planta frutificada).

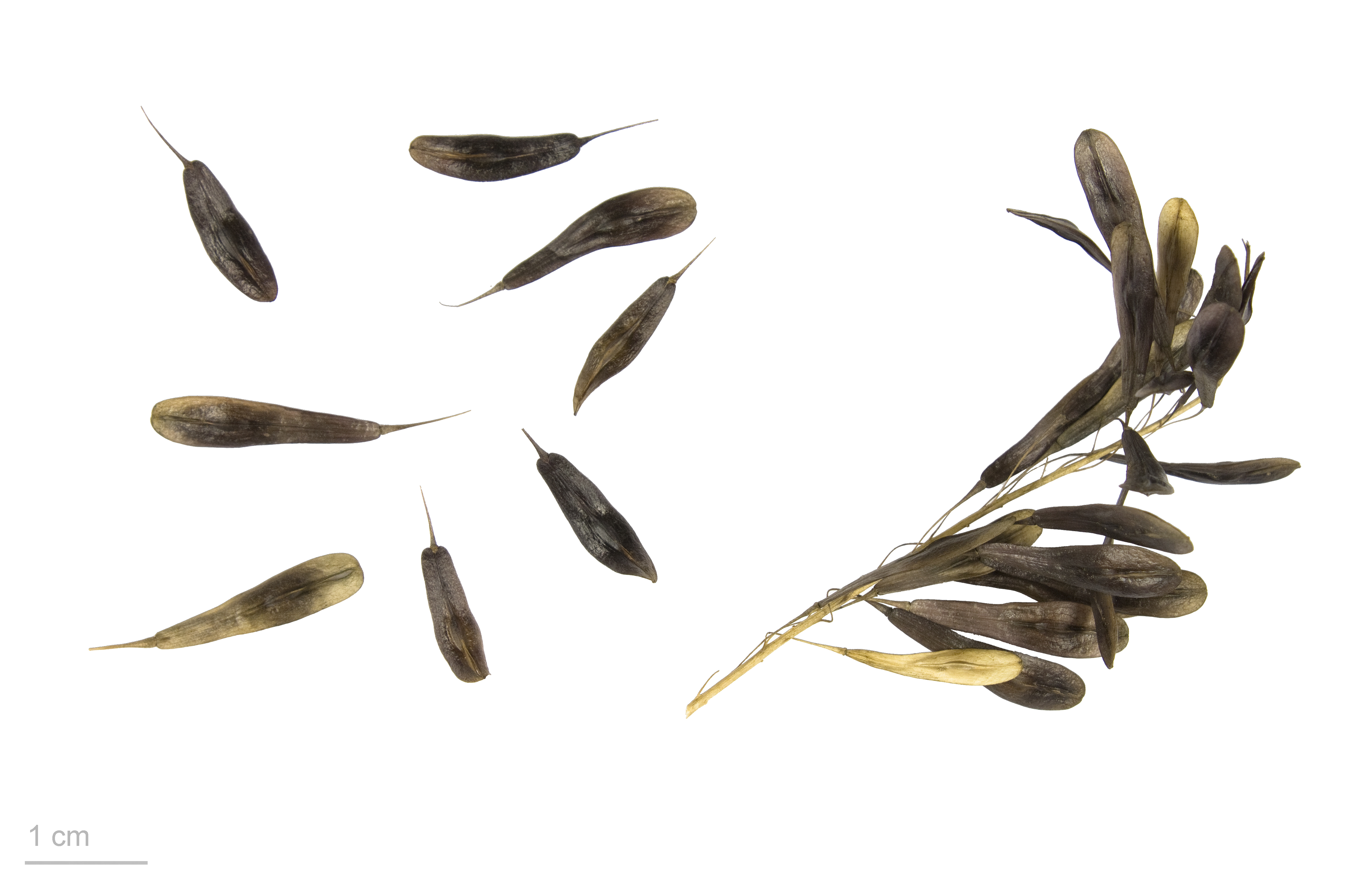
Siliquas de Isatis tinctoria (colecção do MHNT).

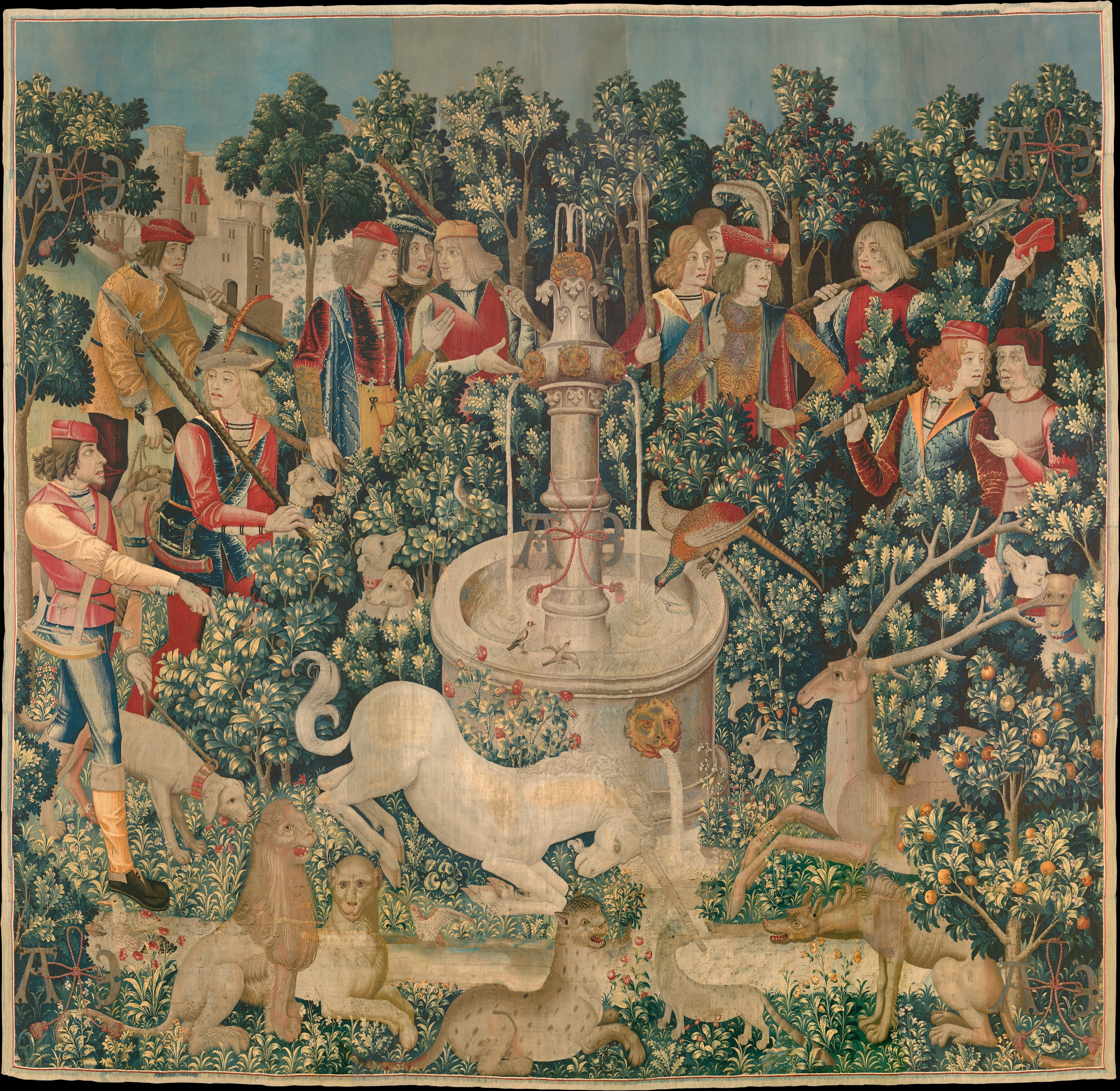
A caça ao unicórnio, tapeçaria tingida com lírio-dos-tintureiros (amarelo), ruiva-dos-tintureiros (vermelho) e pastel (azul).

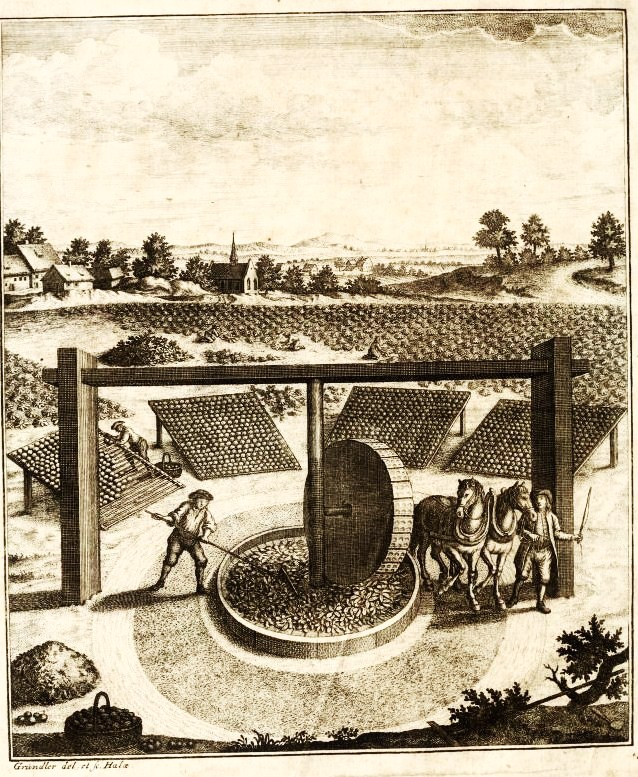
Engenho de pastel (na Turíngia, 1752).

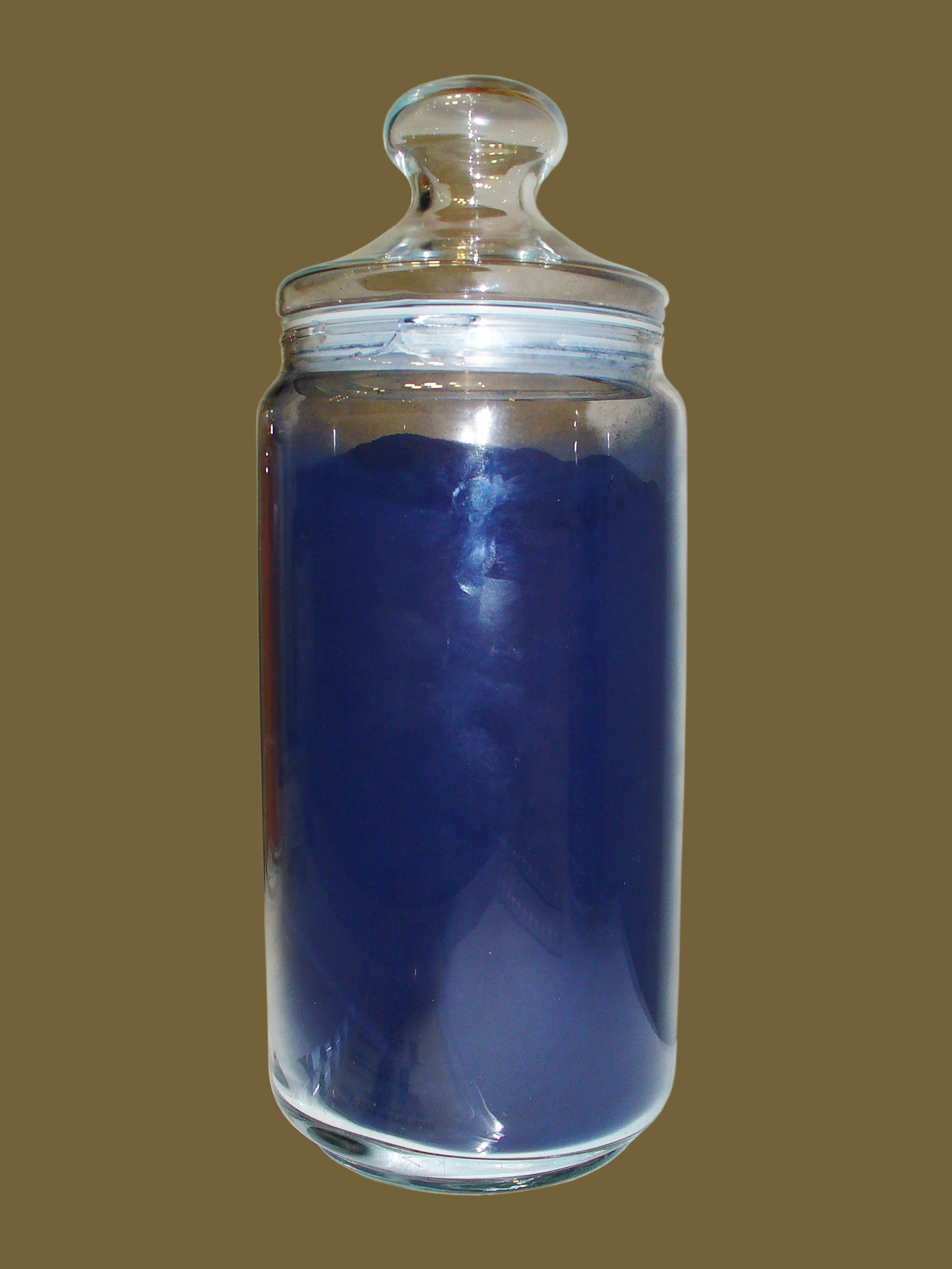
Corante comercial produzido com extracto de pastel.

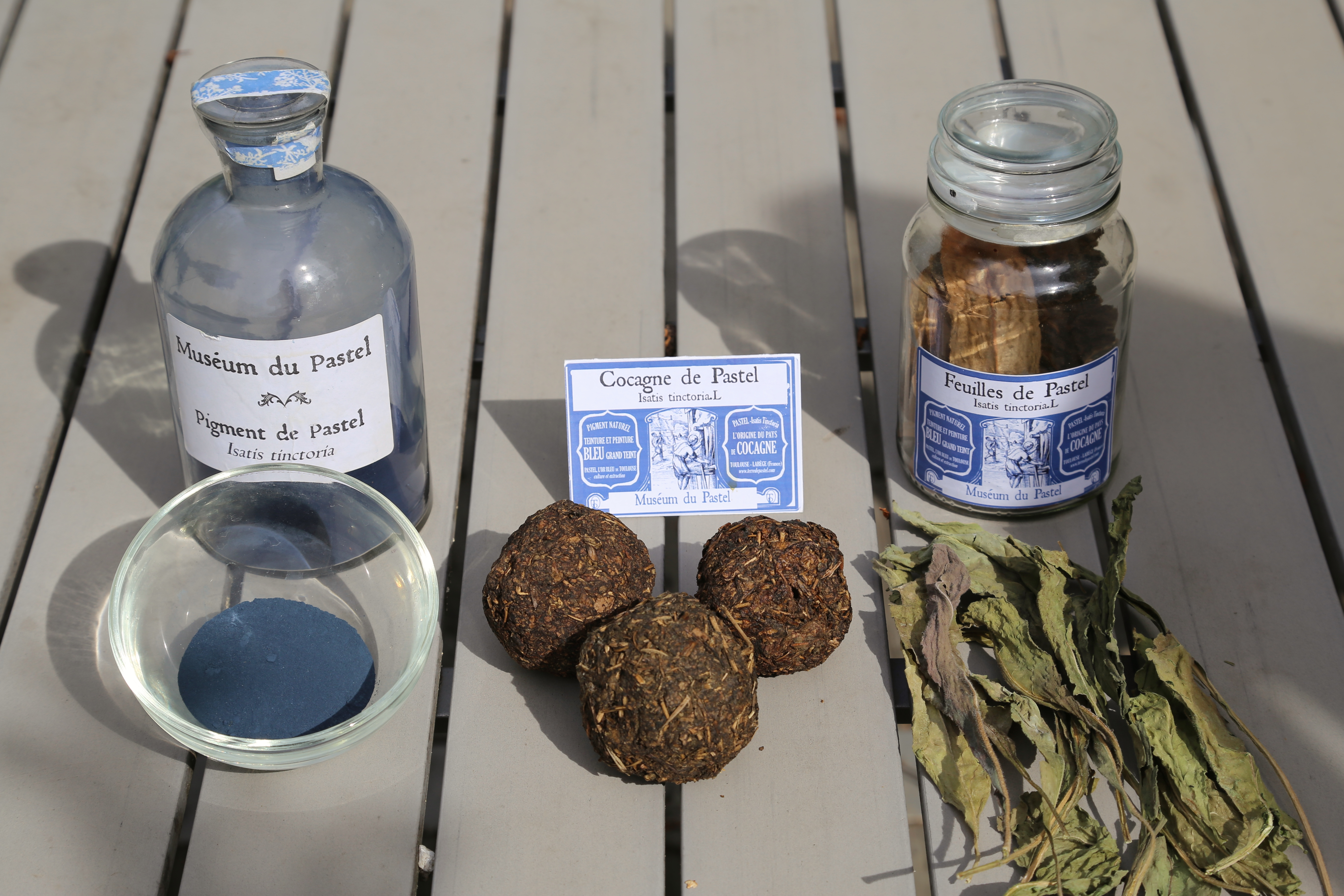
Processamento de pastel.

Isatis tinctoria L., 1753 é uma espécie de plantas com flor da família das Crucíferas, comummente conhecida como pastel-dos-tintureiros ou simplesmente pastel.
É uma planta herbácea bienal, originária do sudoeste e centro da Ásia, que em tempos foi muito cultivada nas regiões temperadas da Eurásia como planta tintureira e medicinal. Utilizada para pinturas corporais e para fins medicinais desde o Neolítico europeu, a planta foi intensamente comerciada na Europa durante a Idade Média e a Renascença para produção de corante azul para tinturaria e pintura. O corante, manufaturado a partir do extrato fermentado das folhas, caiu em desuso com a introdução do anil obtido do índigo tropical e, posteriormente, com a generalização do uso das anilinas e outros corantes de síntese. 

## Descrição
O pastel-dos-tinteiros é um hemicriptófito bienal, embora possa raramente ser perene de vida curta, em geral monocárpico (morre após a maturação das sementes), de raiz aprumada, tetraploide (número cromossómico 2n=4x=28), muito semelhante no hábito, ramificação e aspecto das folhas ao nabo silvestre e à couve. Em plena maturação forma uma planta robusta, que alcança 30–150 cm de altura, glabra a hirsuta, sub-glauca, erecta quando em flor, produzindo numerosas inflorescências ramificadas anteriormente.
No primeiro ano após a germinação, a planta forma uma roseta de folhas basais com pecíolo curto (pecíolo com 0,5-5,5 cm de comprimento). As folhas são amargas e fortemente adstringentes, com coloração verde, ligeiramente glaucas na face superior, oblanceoladas, com 5–20 cm de comprimento e 1–3 cm de largura, muito variáveis em tamanho, geralmente muito maiores nas plantas cultivadas. São estas as folhas colhidas para a extracção do pigmento. No primeiro ano a planta não floresce, podendo mesmo permanecer sem florir mais um ano, mantendo as folhas em roseta, se as condições ambientais forem desfavoráveis.
Geralmente no segundo ano após a germinação, e a partir de um pequeno tronco erecto que se prolonga até 4–5 cm acima do solo, a planta emite de um a cinco caules erectos, formando escapos robustos que podem chegar a 1,50 m de altura, nos quais surgem as folhas caulinares, com filotaxia alterna, sésseis,  amplexicaules, com longas aurículas agudas na base, com 10–80 mm de comprimento, 5–25 mm de largura, linear-lanceoladas as mais próximas da base, lanceoladas as superiores. O tamanho das folhas, particularmente o seu comprimento, diminui progressivamente ao longo do caule, sendo as folhas superiores muito menores do que as mais próximas da roseta basal. A folhas caulinares apresentam coloração verde brilhante ou verde azulado (consoante as variedades), com uma nervura central esbranquiçada, bem marcada e alargada na base da folha. A pubescência é variável.
A planta produz entre maio e setembro abundantes flores hermafroditas amarelas, agrupadas em inflorescências do tipo racemo, com 30-80 flores em cada, formando panículas corimbiformes, ebracteadas, que se alongam até aos 10(-15) cm na maturação. As flores são pequenas, com 3–5 mm de diâmetro, de coloração amarela, inseridas em finos pedúnculo que atingem 5–10 mm de comprimento na fase de maturação do fruto. Os pedúnculos são tão finos e flexíveis que as flores são facilmente agitadas pela mais ténue brisa. A flor é formada por 4 sépalas, com 2-2,5 mm de comprimento, de coloração verde-amarelado. As 4 pétalas são amarelas, com 3-4,5 mm de comprimento, 1,5–2 mm de largura, insertas em posição cruciforme alterna em relação às sépalas. As flores contêm 4 (+2) estames (tetradinâmicos, quatro com filetes compridos e dois curtos), nectários anulares, com 2 carpelos abertos e soldados pelos bordos.
As flores são polinizadas por insectos e as vagens amadurecem cerca de um mês após a polinização. A espécie é considerada uma planta melífera, sendo frequentemente visitada pelas abelhas.
O fruto é uma siliqua pequena, embora muito variável em tamanho, com 10–20 mm de comprimento, 2,5–5 mm de largura, oblonga, pendente, estreitando-se em direcção à base, com ápice truncado a arredondado, geralmente mais largo na zona média (onde está o lóculo), glabras a escassamente pubescentes. Quando madura apresenta coloração castanho-escuro a negra. A semente, alada, tem 2–3 mm de comprimento, 1 mm de largura, com perfil elipsoidal alongado e coloração castanha.
Isatis tinctoria apresenta grande polimorfia no que respeita à forma do fruto, à forma e ao tamanho das aurículas (lobos) da base das folhas caulinares e à quantidade de indumento.

## Distribuição
A espécie é nativa das estepes e zonas semi-desérticas do Cáucaso e do oeste e centro da Ásia, mas encontra-se naturalizada em quase todas as regiões temperadas e subtropicais da Eurásia, com maior prevalência no sueste e centro da Europa e no norte da China. O centro de diversidade (ou centro de Vavilov) situa-se na Ásia Central.
A espécie espalhou-se por uma vasta região, tendo sido cultivada desde tempos muito remotos em toda a Europa, particularmente na Europa Ocidental e do Sul. Em consequência, a planta é considerada espontânea no Norte de África, na Europa (especialmente na região mediterrânica, sendo abundante na Córsega), na Ásia ocidental, sueste de Rússia e Ásia Central até à região de Xinjiang, no noroeste da China.
Nalgumas regiões dos Estados Unidos, a espécie Isatis tinctoria é considerada como espécie invasora.

### Portugal
A espécie está presente no território português, nomeadamente em Portugal Continental, de onde é autóctone, encontrando-se naturalizada no arquipélago da Madeira e nos Açores.
No que toca à distribuição em Portugal Continental, o pastel-dos-tintureiros marca presença na zona da Terra QuenteTransmontana.
Não se encontrando protegida por legislação portuguesa ou da União Europeia.

### Ecologia
Ocorre de preferência em solos secos a muito secos, em terrenos incultos ao longo de estradas, sobre afloramentos rochosas, sobre em rochas e em matagais e pastagens mediterrânicos. É considerada uma espécie termófila.
Pode ser cultivada em qualquer tipo de solo, embora prefira solos ligeiros. Necessita de elevada humidade para germinar e de boa exposição solar para atingir o máximo desenvolvimento, embora tolere algum ensombramento. O seu habitat preferido nas regiões de distribuição natural são as zonas declivosas e abertas com boa exposição solar. Nas regiões onde se naturalizou aparece frequentemente em zonas perturbadas de carácter ruderal e em falésias e outros locais bem drenados.

## Taxonomia
A espécie Isatis tinctoria foi descrita por Carolus Linnaeus, a autoridade científica da espécie, que publicou a descrição na sua obra Species Plantarum 2: 670. 1753.

### Etimologia
Do que toca ao nome genérico, Isatis, este provém do vocábulo grego clássico ἴσατις, isatis, que ulteriormente derivou no substantivo latino isatis, empregado por Plínio, o Velho, no livro XX:59, termo derivado de isazein «sarar», porque segundo Dioscórides (II, 185), a planta ἴσατις αγρια seria empregada para cicatrizar as feridas.
Quanto ao epíteto específico, tinctoria, este deriva do latim tinctura «tintura».
Relativamente ao nome comum, «pastel», chega ao português por via do termo occitano pastèl,  que por seu turno deriva do termo latino pasta, aplicado porque durante o processo de fabrico do corante as folhas de Isatis tinctoria eram esmagadas por moenda em atafonas, conhecidas por engenhos de pastel, até formarem uma pasta que era deixada fermentar e secar. Do nome da pasta tintureira o termo foi generalizado para designar a planta do qual era extraída. O termo também depois se alargou para abarcar o pastel como técnica de pintura com recurso as bastões corantes e para designar a gama de tons de azul suave produzidos pelo pigmento.
A designação «pastel-dos-tintureiros» é frequentemente usada para a planta como forma de reduzir a ambiguidade face aos diversos étimos.
Subespécies e variedades válidas
Estão aceites como válidas as seguintes subespécies, variedades e cultivares:
| Subespécies : - Isatis tinctoria subsp. athoa (Boiss.) Papan. - Isatis tinctoria subsp. campestris (Stev. ex DC.) Kulcz. - Isatis tinctoria subsp. canescens Malag. - Isatis tinctoria subsp. corymbosa (Boiss.) P.H.Davis - Isatis tinctoria subsp. jacutensis N. Busch - Isatis tinctoria subsp. koelzii Jafri - Isatis tinctoria subsp. oblongata (DC.) N. Busch - Isatis tinctoria subsp. praecox (Kit. ex Tratt.) Domin & Podp. - Isatis tinctoria subsp. tinctoria L. - Isatis tinctoria subsp. tomentella (Boiss. & Balansa) P.H.Davis | Variedades e cultivares : - Isatis tinctoria var. canescens Gren. & Godr. - Isatis tinctoria var. indigotica (Fortune) T.Y. Cheo & K.C. Kuan - Isatis tinctoria var. praecox (Kit. ex Tratt.) W.D.J. Koch - Isatis tinctoria var. tinctoria L. - Isatis tinctoria var. vulgaris W.D.J. Koch - Isatis tinctoria var. yezoensis (Ohwi) Ohwi |

Sinonímia
Em resultado da sua grande polimorfia e do uso como planta cultivada desde tempos imemoriais em vastas regiões da Eurásia, a espécie apresente uma vasta sinonímia taxonómica. Entre os binomes considerados presentemente como sinónimos taxonómicos de Isatis tinctoria contam-se os seguintes:
| - Crucifera isatis E.H.L.Krause - Isatis alpina Vill., sensu Thuill. - Isatis bannatica Link - Isatis banatica Besser - Isatis campestris Stev. ex DC. - Isatis canescens DC. - Isatis ciesielskii Zapal. - Isatis indigotica Fortune ex Lindl. - Isatis japonica Miq. - Isatis kamienskii Zapal. - Isatis koelzii Rech.f. - Isatis macrocarpa B.Fedtsch. ex Nikitina - Isatis maeotica DC. - Isatis maritima Rupr. - Isatis oblongata var. yezoensis (Ohwi) Y.L.Chang - Isatis reticulata C.A. Mey. - Isatis sibirica Trautv. | - Isatis taurica M.Bieb. - Isatis tinctoria subsp. campestris (Stev. ex DC.) Kulcz. - Isatis tinctoria var. canescens Gren. & Godr. - Isatis tinctoria subsp. canescens Malag. - Isatis tinctoria var. indigotica (Fortune ex Lindl.) T.Y.Cheo & Kuan - Isatis tinctoria subsp. koelzii Jafri - Isatis tinctoria subsp. oblongata (DC.) N. Busch - Isatis tinctoria subsp. praecox (Kit. ex Tratt.) Domin & Podp. - Isatis tinctoria var. praecox (Kit. ex Tratt.) W.D.J. Koch - Isatis tinctoria subsp. tinctoria - Isatis tinctoria var. tinctoria - Isatis tinctoria var. vulgaris W.D.J. Koch - Isatis tinctoria var. yezoensis (Ohwi) Ohwi - Isatis transsilvanica Simonk. - Isatis vermia Papan. - Isatis villarsii Gaudin - Isatis yezoensis Ohwi |

Embora considerado em geral como parte da espécie Isatis tinctoria, a espécie Isatis indigotica Fortune 1846, o «pastel chinês», é por vezes considerado como uma espécie autónoma e diferente de I. tinctoria, largamente distribuída no vale do Yangzi, morfologicamente muito diferenciada por apresentar folhas laucas. A variedade produz mais índigo por hectare (31 kg/ha), mas é mais sensível às doenças e menos bem adaptada ao clima mediterrânico que I. tinctoria.

## Etnobotânica
A espécie é cultivada na Europa, especialmente no oeste e sul do continente, desde a Antiguidade Clássica. Esta espécie foi utilizada para produção de um corante azul que era comercializado sob os nomes de pastel, anil ou glastum. A introdução do anil derivado do índigo tropical, e depois o desenvolvimento das técnicas de síntese química das anilinas e de outros corantes sintéticos levou ao fim quase total da cultura e ao abandono dos «engenhos», um tipo específico de atafona em que era moído (cuja tecnologia serviu de base à estrutura de moenda dos engenhos de produção de farinha de mandioca e aos engenhos de açúcar da América do Sul).
Cultiva-se também desde tempos imemoriais em várias regiões do norte da China, especialmente em Hebei, Beijing, Heilongjiang, Henan, Jiangsu e Gansu, mas essencialmente com fins medicinais. Na China as raízes são colhidas durante o outono e secas para conservação. O material seco é processado para produzir grânulos, sendo uma das «ervas» da medicina tradicional chinesa (designada em chinês tradicional por 板藍根; pinyin: bǎn-lán-gēn; inglês: "indigowoad"). Muito populares na China, os preparados são consumidos em geral dissolvidos em água quente ou chá.
Na medicina tradicional chinesa, a raiz seca de Isatis tinctoria é utilizada para tratar afecções como a papeira, garganta irritada, hepatite infecciosa, dores de cabeça e febres. É considerada como um produto eficaz para combater o «síndrome do calor tóxico», acalmar as dores de garganta e para tratar gripe, sarampo, papeiras, sífilis e escarlatina. Também se utiliza para o tratamento da faringite, laringite, erisipelas, carbúnculo (anthrax) e para prevenir a hepatite A, a meningite epidémica, o cancro e as inflamações diversas. Possíveis efeitos secundários de menor importância incluem reacções alérgicas que causam vertigens, mas apenas as grandes doses e o uso prolongado podem ser tóxicos para os rins.
Para além destes usos para tinturaria e medicina, a planta também tem sido utilizada, embora a título muito secundário, como forragem e para fins ornamentais.
Como planta forrageira, cultivada especificamente para alimentação animal, a espécie produz uma forragem precoce, mas é muito raro o seu uso na actualidade. Contudo, no século XVIII, quando era cultivada para tinturaria, era comum deixar rebanhos de ovelhas pastar nos campos cultivados de pastel após o último corte de outono, aproveitando os restos da cultura e limpando o terreno para a rotação seguinte.
Como planta ornamental o pastel-dos-tintureiros oferece uma soberba floração amarelo-vivo em abril-maio que se mantém decorativa mesmo depois do fim do período de ântese. Pode ser facilmente cultivada em solos bem drenados em locais ensolarados, multiplicando-se facilmente por semente, muitas vezes espontaneamente. Apenas floresce no segundo ano após a germinação.
Na Europa, a utilização actual do pastel está presentemente reduzida à tinturaria artística e à produção de tecidos orgânicos (isto é produzidos sem recurso a produtos sintéticos). Na China a espécie continua a ser extensamente cultivada e utilizada para fins medicinais, mantendo tal procura que em Fevereiro de 2003, na província de Guandong da China, um surto de pneumonia atípica (SARS) causou uma procura massiva que elevou os preços do vinagre, raiz de Isatis e outras produtos medicinais por se acreditar quer eram úteis na eliminação de agentes infecciosos.
Recentemente, estudos científicos permitiram comprovar que os derivados de Isatis tinctoria podem ser utilizados como antioxidantes com eventual interesse na prevenção de alguns tipos de cancro, contendo mais de 20 vezes a concentração de glucobrassicina que os brócolos. As folhas jovens quando trituradas podem produzir mais de 65 vezes a quantidade de glucobrassicina que igual peso de brócolos.

## História do cultivo na Europa
Utilizado como planta medicinal e tintureira pelos gregos, romanos e outros povos Antiguidade Clássica europeia, o pastel foi largamente cultivado na Europa no decurso da Idade Média e da Renascença para a produção de um corante azul extraído das suas folhas. Até finais do século XVI, quando o anil derivado do índigo (Indigofera tinctoria e outras espécies do género Indigofera) apareceu no mercado em resultado do desenvolvimento das rotas marítimas para a Índia e Américas, o pastel era a única fonte de corante azul disponível na Europa para uso tintureiro. Em consequência, em várias línguas europeias o nome da planta confunde-se com o nome da coloração azul que produzia.
Atestando a antiguidade do uso, traços arqueológicos de sementes de pastel datados do Neolítico foram encontrados na gruta francesa de Audoste, Bocas do Ródano. Também em escavações realizadas no povoado da Idade do Ferro da Heuneburg (Alemanha) foram encontradas peças de cerâmica contendo marcas de sementes de pastel. Enterramentos neolíticos encontrados em Hallstatt, Hochdorf e Hohmichele (Alemanha) continham têxteis tingidos com pastel.
Júlio César afirma na sua obra Commentarii de Bello Gallico que os britanni usavam vitrum para pintar os seus corpos, podendo tais pinturas corporais significar o uso de tatuagem feitas com pastel, embora mais provavelmente seja uma referência a um tipo de vidro azul verdoso que era comum naqueles tempos. Os pictos tomaram o seu nome do latim picti, que significa «povo pintado», ou possivelmente «povo tatuado», devido ao seu costume de se apresentarem em batalha nus e com os corpos pintados ou tatuados, o que foi rememorado na moderna canção humorística britânica The Woad Ode (A ode ao pastel), jocosamente considerada o "hino nacional" dos antigos britânicos.
Apesar de ter sido encontrado em escavações realizadas em York um vazo de pintura com restos de pastel e de plantas do género Rubia datado do século X, período ali conhecido por era viking, estudos mais recentes colocam em dúvida a presunção de que o pastel fosse o material que os pictos usaram para decorar o corpo. Experiências contemporâneas com pastel provam que não funciona bem como pintura corporal ou como pigmento de tatuagem. Fortemente adstringente, ao ser usado como produto de tatuagem e colocado em microlacerações, produz dor e muito tecido lacerado que, uma vez curado, não retém a coloração azul. O uso comum de dejectos como ingrediente na produção do corante tradicional de pastel torna ainda menos provável a sua aplicação na pele.
Os usos medievais do corante não se limitavam aos têxteis, sendo também utilizada em pintura artística e em trabalhos de gravura e impressão. Por exemplo, o ilustrador da obra conhecida por Lindisfarne Gospels usou uma pasta corante tendo pastel como a base para o azul. Na região do Mediterrâneo foi utilizada desde muito cedo como aditivo corante para a produção de cal corada para pintar as ombreiras de portas e janelas, acreditando-se que a cor azul afugentasse os insectos. A utilização das barras azuis, comuns na arquitectura popular mediterrânica, assentava na utilização de pastel.
No período medieval, os centros europeus de cultivo do pastel eram Lincolnshire e Somerset (na Inglaterra), a Gasconha, Normandia, Somme, Languedoc (conhecido como País da Cocanha, já que cocagne é o nome occitano da planta e do corante dela obtido, adoptado no idioma francês) e Bretanha (na actual França), Jülich, Erfurt e Turíngia (na actual Alemanha), e Piemonte e Toscânia (na actual Itália).
A importância da cultura do pastel era tal que os cidadãos das cinco cidades mais ricas em pastel da Turíngia (Erfurt, Gotha, Tennstedt, Arnstadt e Langensalza) tiveram foros especiais. Em Erfurt, os mercadores de pastel tiveram dinheiro suficiente para criar à sua custa a Universidade de Erfurt. Reflexo da importância que o pastel teve no sueste da Alemanha é a sobrevivência como indústria tradicional na Turíngia, Saxónia e Lusácia da impressão artística com pasta de pastel de tecidos e papel, técnica conhecida como Blaudruck (literalmente, «impressão a azul»).
O pastel, a par da urzela, constituiu um dos principais produtos de exportação dos Açores no seu período inicial de colonização (séculos XV e XVI), originando um activo comércio entre as ilhas e a Flandres. Este comércio, cedo transformado em monopólio da coroa portuguesa, era tão importante que foi criado o cargo de "lealdador" do pastel com o objectivo de garantir a qualidade e o peso das bolas exportadas. Desse tempo ficaram vários traços na toponímia açoriana, sendo comuns as designações de Canada do Engenho e Engenho, referindo os locais onde se situavam as instalações de preparação do pastel. No Faial a memória da cultura do pastel é perpetuada na designação do lugar do Pasteleiro, arredores da cidade da Horta.
O pigmento azul produzido a partir de Isatis tinctoria é o mesmo anil presente no índigo produzido a partir da espécie Indigofera tinctoria, mas menos concentrado. Com o descobrimento das rotas marítimas para a Índia, passaram-se a importar grandes quantidades de índigo (ou anil) produzido no sudoeste da Ásia, pondo em risco a poderosa indústria europeia do pastel.
Em reacção a essa concorrência, vários estados europeus produziram legislação visando proteger a indústria local contra a importação de anil produzido com índigo. Por exemplo, em 1577 a Saxónia proibiu oficialmente o uso do índigo, denunciando aquele corante como «pernicioso, mortal e corrosivo, uma verdadeira tintura do Diabo». Esta proibição foi reiterada pela Dieta reunida em 1594 e novamente em 1603.
Com o desenvolvimento dos processos de síntese química, foi possível generalizar a produção de anilinas corantes azuis, o que fez colapsar a produção remanescente de pastel, e também a de índigo, nos primeiros anos do século XX. A última colheita comercial de pastel para tinturaria que se conhece ocorreu em 1932, no Lincolnshire, Grão-Bretanha.
Contudo, começam a surgir intenções de fazer renascer o uso tintureiro do pastel. Na Alemanha há intenções de usar Isatis para proteger tecidos de lã sem recurso a produtos químicos sintéticos. No Reino Unido a produção tem vindo a crescer visando a produção de tintas de impressão, particularmente para impressoras de jacto, porque é biodegradável e seguro para o ambiente.

## Cultura e produção do corante
As folhas e caules são ricos no glicosídeo designado por indicano que, ao decompor-se por fermentação, produz indigotina, o princípio activo do corante azul índigo (ou anil). O pastel-dos-tintureiros, depois de seco, é uma substância terrosa, sem cheiro ou sabor, de cor azul-escuro, ganhando um brilho violeta acobreado quando esfregado, contendo, além da indigotina, numerosas outras substâncias corantes e impurezas inertes. A indigotina é insolúvel em água, daí o seu interesse em tinturaria, dissolvendo-se apenas em ácidos fortes.
O pastel era cultivado em canteiro e depois replantado em regos, usando a mesma prática cultural comummente usada para as couves. A planta não podia ser cultivada com sucesso no mesmo terreno em anos seguidos, pelo que era cultivada em rotação com trigo, milho ou hortícolas.
As folhas da planta do pastel eram colhidas duas ou três vezes por ano, trituradas num engenho constituído por uma atafona movida por uma vaca ou burro, e transformadas em bolas que eram deixadas fermentar. A fermentação, que produzia um cheiro pútrido intenso, levava ao desdobramento dos pigmentos corantes contidos nas folhas. As bolas fermentadas eram depois deixadas a secar até atingirem um grau reduzido de humidade, sendo depois encaminhadas para as tinturarias.

## Galeria

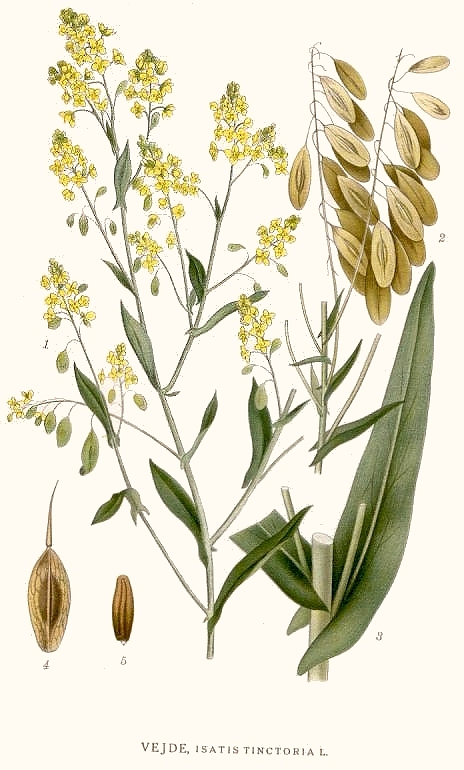
Isatis tinctoria (ilustração).
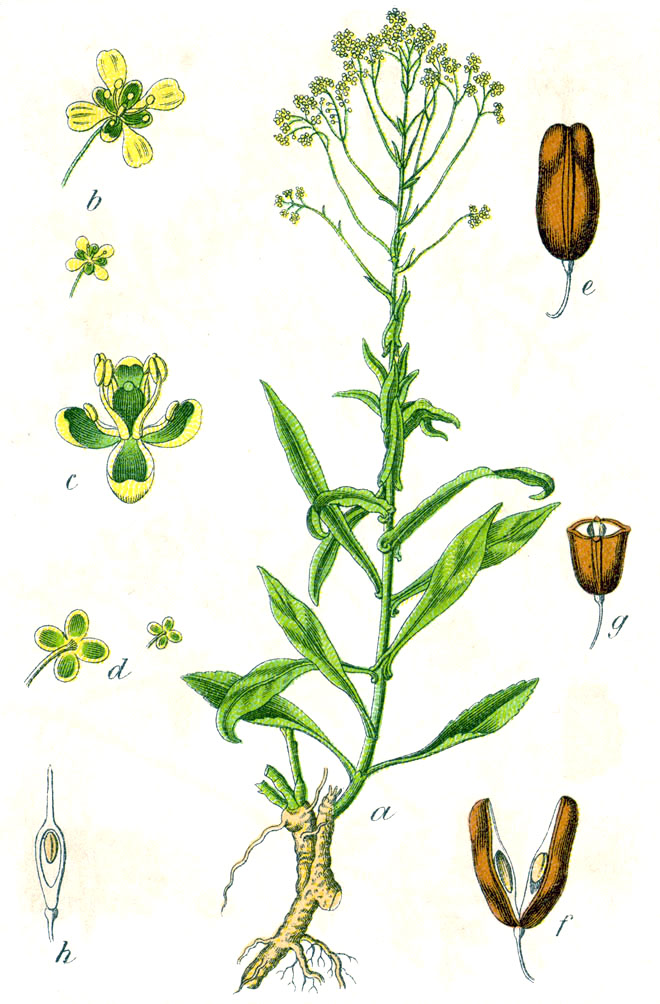
Ilustração.
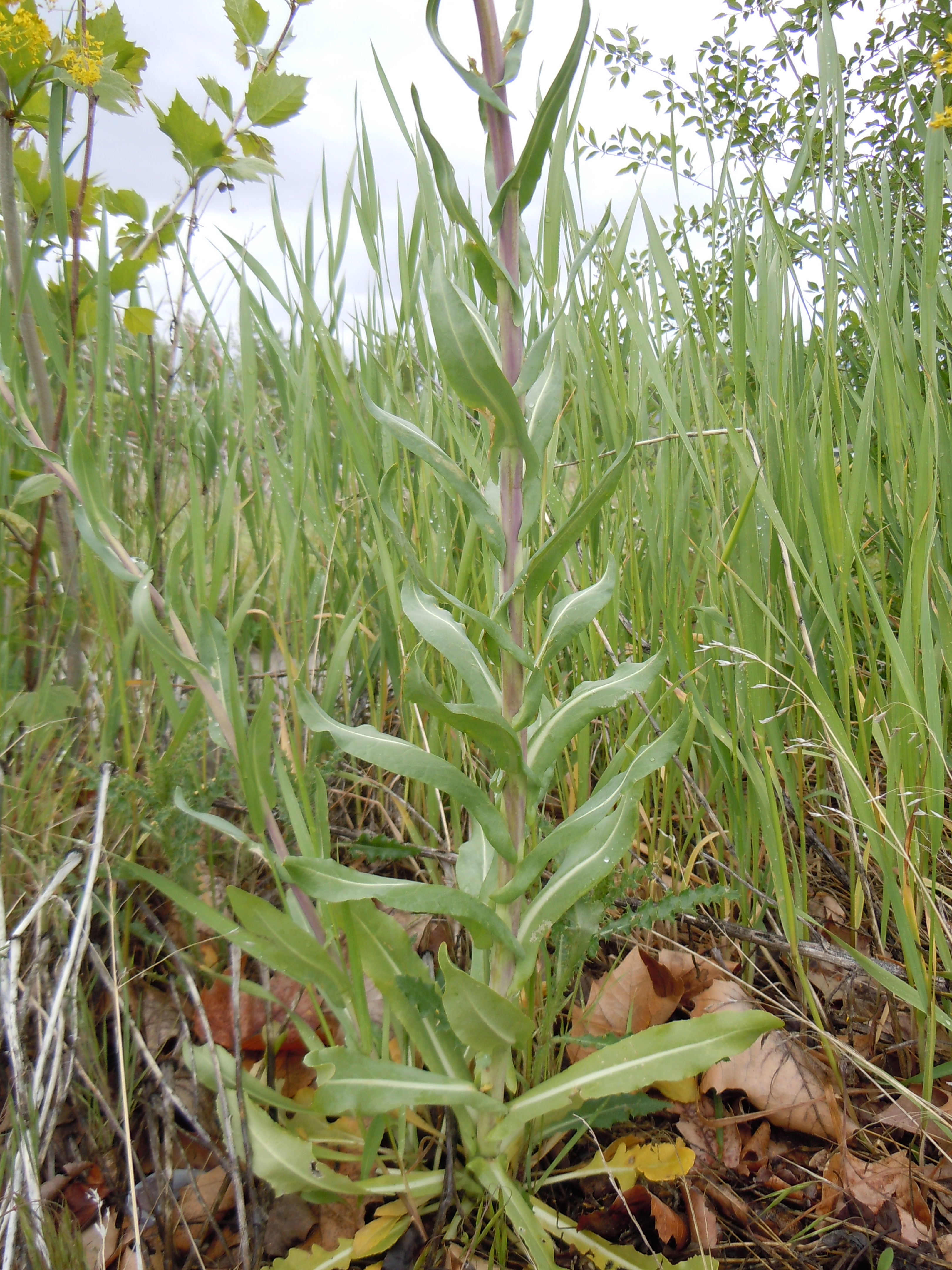
Hábito planta.
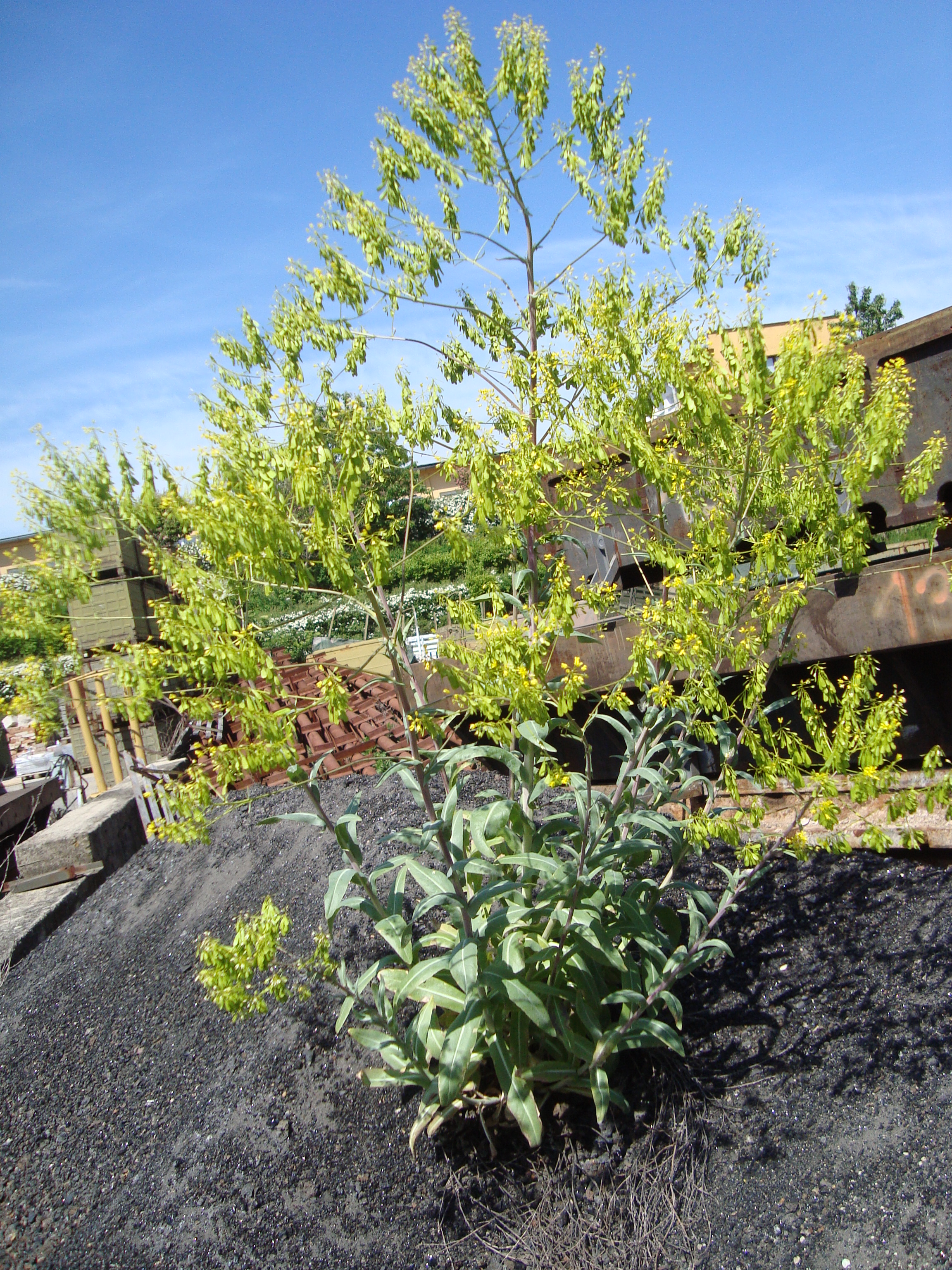
Hábito planta.
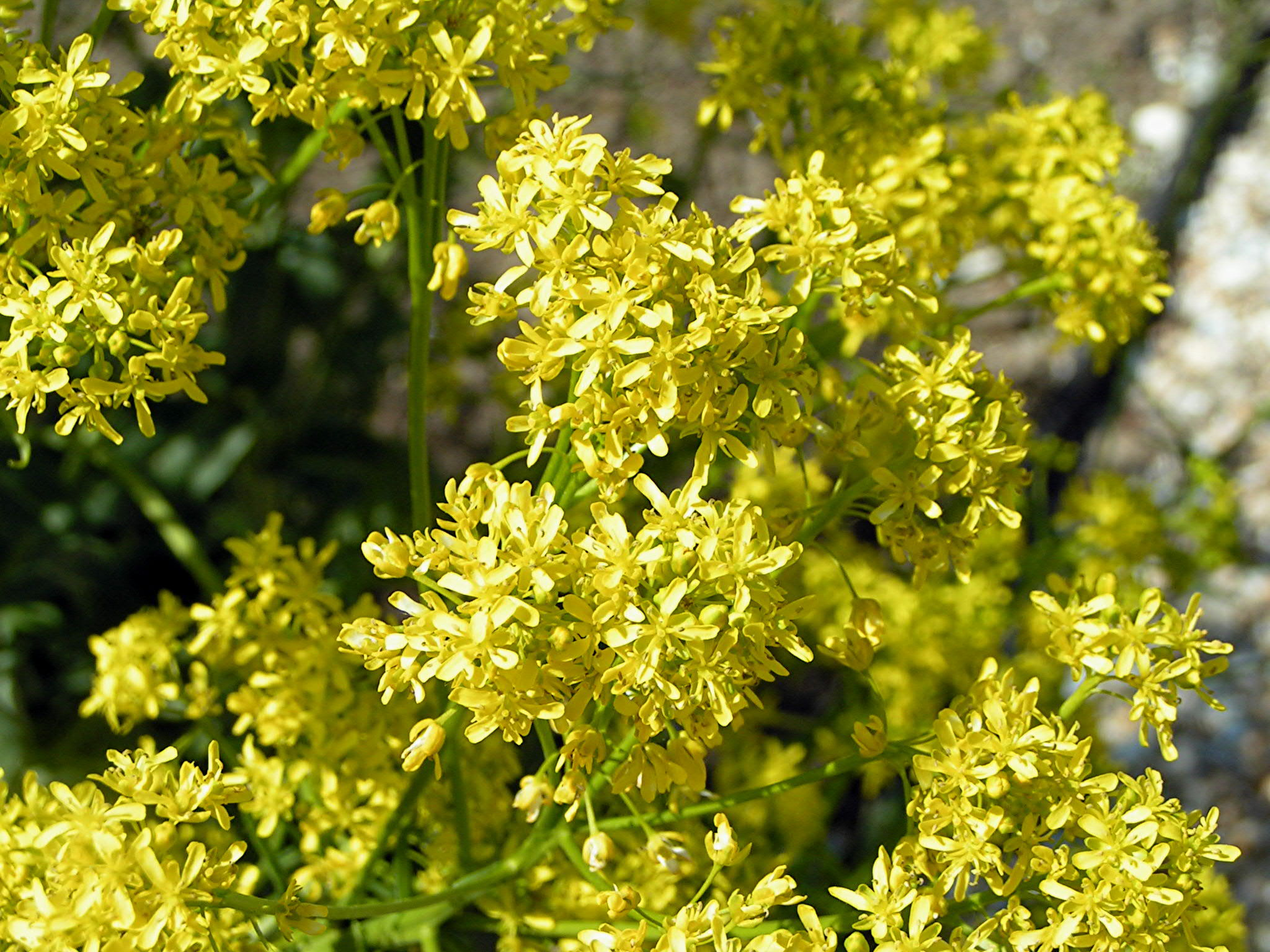
Isatis tinctoria (inflorescência).
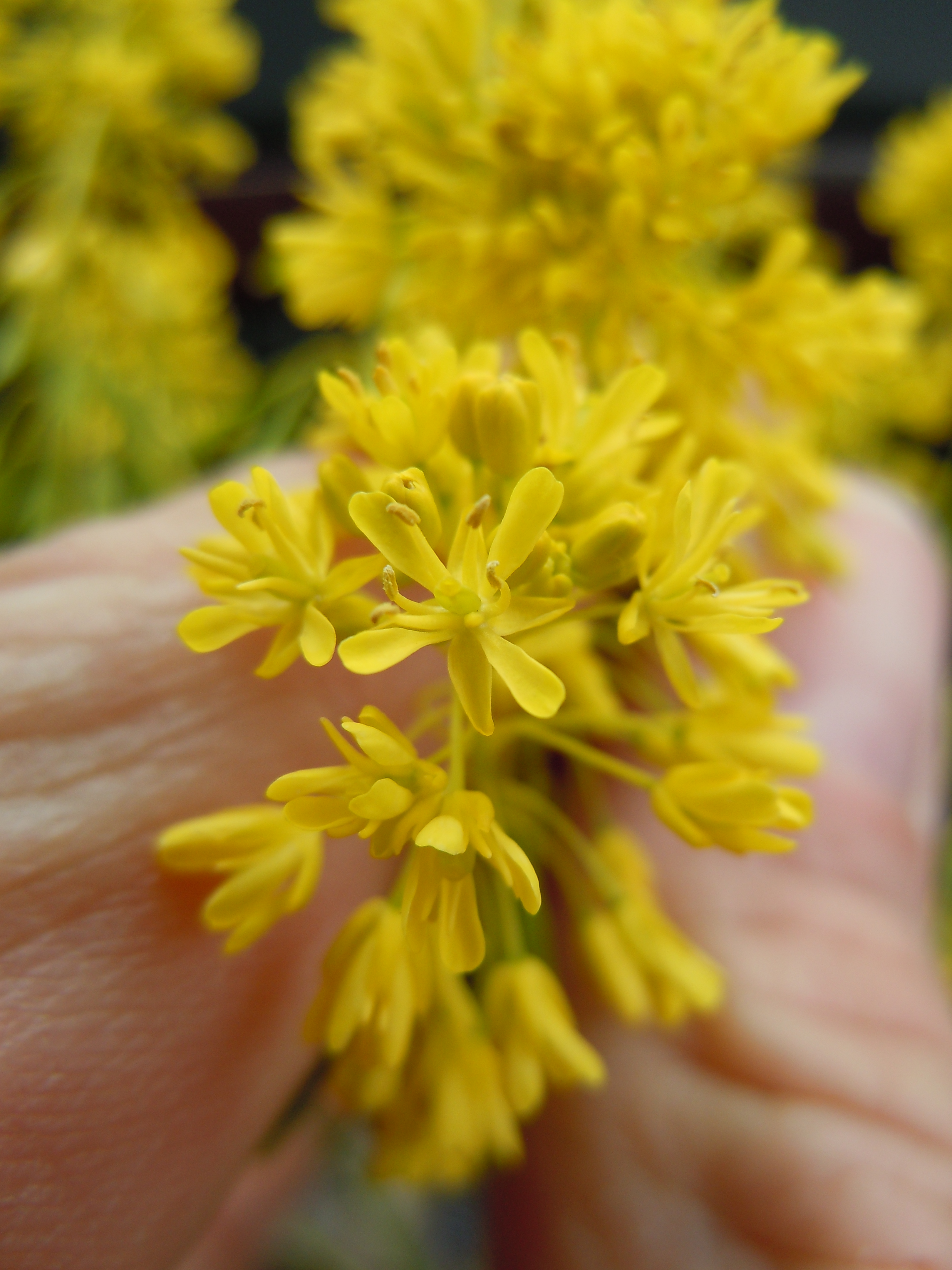
Inflorescência.